# بيل آي. ويلي
بيل آي. ويلي (بالإنجليزية: Bell I. Wiley)‏ هو أستاذ جامعي ومؤرخ أمريكي، ولد في 5 يناير 1906 في هولز في الولايات المتحدة، وتوفي في 4 أبريل 1980.